# Cladiella hicksoni
Cladiella hicksoni is een zachte koraalsoort uit de familie Alcyoniidae. De koraalsoort komt uit het geslacht Cladiella. Cladiella hicksoni werd in 1944 voor het eerst wetenschappelijk beschreven door Tixier-Durivault. 